# TOKIO TODAY
TOKIO TODAY（トキオ・トゥディ）は、1988年10月3日から2000年3月までJ-WAVEで放送されていた朝の情報番組である。1年間の長期休暇を終えたジョン・カビラの復帰に伴い「TOKIO ONE」にリニューアルされた。

## 放送時間
| 期間       | 期間    | 放送時間（JST）                    |
| ---------- | ------- | ---------------------------------- |
| 1988.10.03 | 1997.09 | 月曜 - 金曜 07:00 - 09:00（120分） |
| 1997.10    | 1998.09 | 月曜 - 金曜 06:30 - 09:30（180分） |
| 1998.10    | 2000.03 | 月曜 - 金曜 06:00 - 09:00（180分） |

## ナビゲーター
- ジョン・カビラ（1988年10月3日-1999年3月）
- 大倉眞一郎（元 電通社員）（1999年4月-2000年3月）

## 歴史
- 1988年10月3日 - 放送開始
- 1999年3月 - ジョン・カビラが1年間の長期休暇を取る為、ナビゲーターを大倉眞一郎に交代。
- 2000年3月 - 番組終了。ジョン・カビラ復帰と同時に番組自体を「TOKIO ONE」にリニューアル。

## 主なコーナー

### カビラ担当期
（1998年10月）
- 6:15-6:25 GLOBAL TIPS
- 6:30-6:40 WEATHER ANNOTATION
- 7:15-7:25 TOKIO MINITES
- 7:30-7:40 TOKIO TIPS
- 7:45-8:15 TOKIO SPEC
- 8:30-8:40 TOKIO INFORMATION BOARD

### 大倉担当期
（1999年10月）
- 6:20-6:30 GLOBAL TIPS
- 6:35-6:45 SOUND STORY
- 7:15-7:25 BRILLIANT HUES
- 7:30-7:40 ACROSS THE GLOBE
- 7:45-7:55 LIVE WIRES
- 8:05-8:15 ODDS & ENDS
- 8:30-8:40 TOKIO INFORMATION BOARD